# Kloster Schledenhorst
Das Kloster Schledenhort war ein Zisterzienserinnenkloster bei Haldern.

## Lage
Das Kloster lag vier Kilometer südöstlich von Haldern. Das Gelände des ehemaligen Klosters liegt heute im Gebiet der Stadt Rees im nordrheinwestfälischen Kreis Kleve.

## Geschichte
Das Kloster wurde 1240 von einem Ritter Bernard von Rees gestiftet. 1243 nimmt der Erzbischof von Köln das Nonnenkloster unter seinen Schutz. 1249 wurde das Kloster in den Orden der Zisterzienser aufgenommen und der geistlichen Betreuung durch den Abt des Klosters Kamp unterstellt. 1366 und 1400 brannte das Prioratsgebäude ab. Nach Beendigung des Abendländischen Schismas musste 1459 Abt Heinrich von Rhaey vom Kloster Kamp die klösterliche Zucht in Schledenhorst wiederherstellen. 1598 wurde Schledenhorst im Achtzigjährigen Krieg von spanischen Soldaten geplündert, im Dreißigjährigen Krieg 1631 von marodierenden Soldaten und 1638 von kaiserlichen Soldaten. Im niederländischen Krieg plünderten und verwüsteten französische Soldaten 1672 das Kloster. Von diesen Plünderungen hat sich das Kloster wirtschaftlich nicht mehr erholt, so dass es im 18. Jahrhundert erheblich verschuldet war.
Im Zuge der Säkularisation wurde 1803 das Kloster aufgehoben. Die letzten Nonnen verließen 1806 das Kloster. Das Land, die Gebäude und das Inventar wurden verkauft, die Kirche und die meisten Klostergebäude abgebrochen.

## Heutiger Zustand

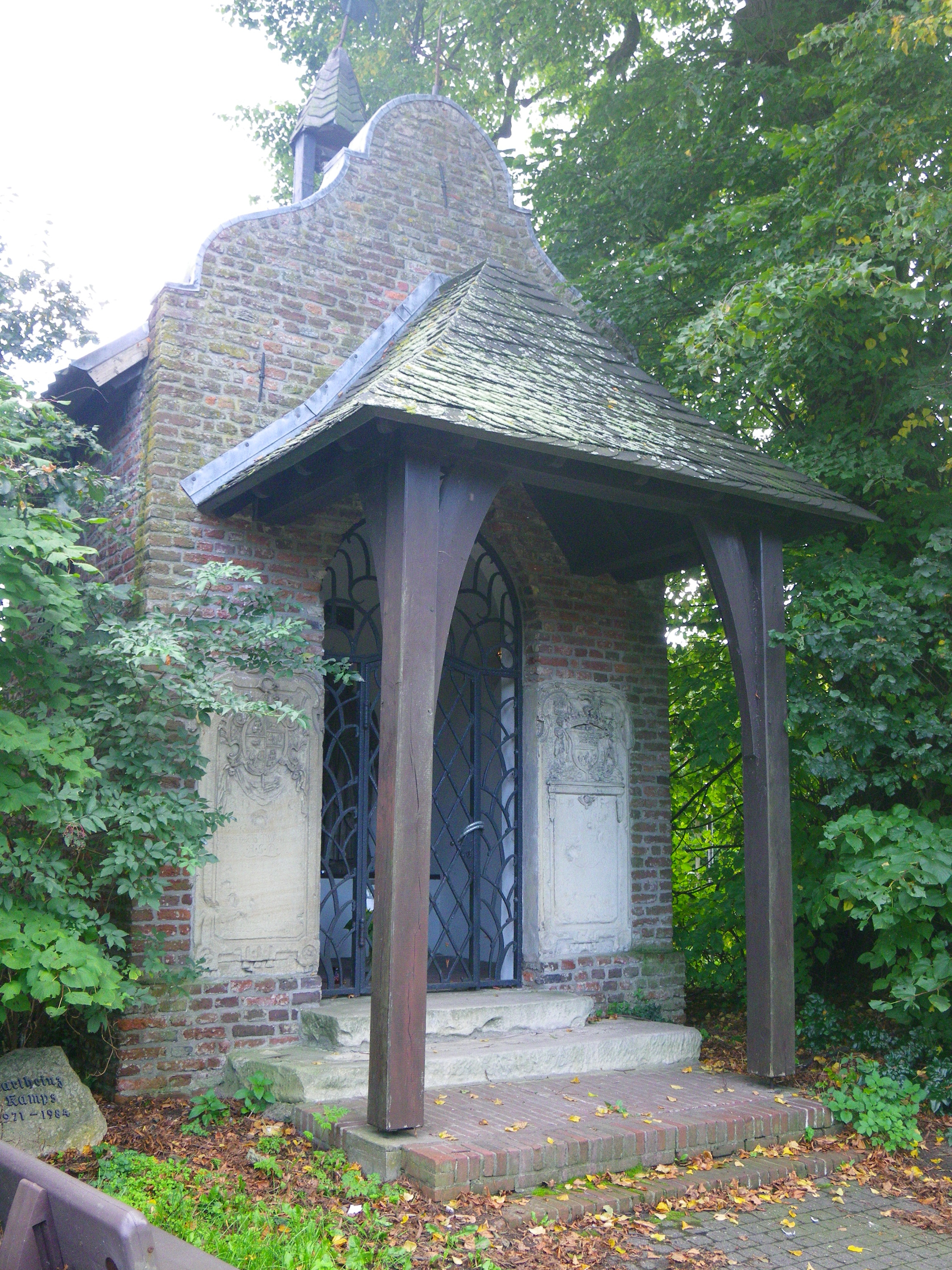
Kapelle Schledenhorst

Auf dem Gelände der Wirtschaftsgebäude befindet sich heute ein Bauernhof. Am ehemaligen Klostereingang steht heute die Schledenhorster Kapelle. Die kleine Kapelle wurde aus den Trümmern der Klosterkirche erbaut und enthält eine Kreuzigungsgruppe aus dem 15. Jahrhundert. In die Außenmauern der Kapelle sind zwei Grabsteine von Äbtissinnen, die früher vermutlich im Boden der Klosterkirche lagen, eingelassen. Im Dachreiter hängt eine kleine Glocke der Klosterkirche. Zwei weitere Glocken der Klosterkirche bilden heute das Geläut der evangelischen Kirche in Haldern. Der sogenannte Halderner Altar, ein spätgotischer Flügelaltar der dem Meister von Schöppingen zugeschrieben wird, stammt vermutlich aus der Klosterkirche. Er wurde Ende des 19. Jahrhunderts in einem Abstellraum über der katholischen Pfarrkirche in Haldern aufgefunden und befindet sich heute im westfälischen Landesmuseum in Münster. In der Pfarrkirche in Haldern befinden sich heute noch Schnitzfiguren aus der Klosterkirche. Die um etwa 1780 gebaute Kabinettorgel der Klosterkirche befindet sich heute im Orgelmuseum der Universität Leipzig.
Seit 1990 wird jedes Jahr um den 20. August, dem Todestag von Bernhard von Clairvaux, dem Begründer des Zisterzienserordens, auf dem Gelände der ehemaligen Klosterkirche ein Gedenkgottesdienst gefeiert.